# Indiai futómadár
Az indiai futómadár (Cursorius coromandelicus) a madarak osztályának lilealakúak (Charadriiformes) rendjébe, ezen belül a székicsérfélék (Glareolidae) családjába tartozó faj.

## Rendszerezése
A fajt Johann Friedrich Gmelin német természettudós írta le 1789-ben, a Charadrius nembe Charadrius coromandelicus néven.

## Előfordulása
Dél-Ázsiában, India, Banglades, Nepál, Pakisztán és Srí Lanka területén honos. Természetes élőhelyei a szubtrópusi és trópusi füves puszták, sziklás környezetben, valamint szántóföld. Állandó, nem vonuló.

## Megjelenése
Testhossza 26 centiméter. A hím feje teteje vörösesbarna, feje fehér, kivéve a vastag fekete szemsávját. Krémszínű melle, és sötétebb háta van. A tojó világosbarna, sötét pettyezéssel. Teste karcsú.
|  |  |

## Életmódja
A lilékhez hasonlóan futva, megállva keresgéli rovarokból  álló táplálékát, de a magvakat is megeszi.

## Szaporodása
Talajon a földbe kapart mélyedésbe rakja fészkét, tojása világos alapon sűrű fekete pöttyökkel mintázott. A fiókák fészekhagyók, de a szülők még a fészek elhagyása után is táplálják őket.

## Természetvédelmi helyzete
Az elterjedési területe rendkívül nagy, egyedszáma pedig stabilt. A Természetvédelmi Világszövetség Vörös listáján nem fenyegetett fajként szerepel.